# Bilbao (métro de Madrid)
Pour les articles homonymes, voir Bilbao (homonymie).
Bilbao (en espagnol : estación de Bilbao), est une station de correspondance de la ligne 1 et de la ligne 4 du métro de Madrid. Elle est située sous la glorieta de Bilbao (es), à la jonction des districts Centro et Chamberí, à Madrid en Espagne.

## Situation sur le réseau

Plan du réseau.

Établie en souterrain, Bilbao est une station de correspondance entre la ligne 1 et la ligne 4 du métro de Madrid. Elle dispose de deux sous-stations :
Bilbao L1 est située entre la station Iglesia, en direction du terminus Pinar de Chamartín, et la station Alonso Martínez, en direction du terminus Valdecarros. Elle dispose des deux voies de la ligne encadrées par deux quais latéraux ;
Bilbao L4 est située entre la station San Bernardo, en direction du terminus Argüelles, et la station Tribunal, en direction du terminus Pinar de Chamartín. Elle dispose des deux voies de la ligne encadrées par deux quais latéraux.

## Histoire
La station est mise en service le 17 octobre 1919 par la Compañía Metropolitana Alfonso XIII, lorsqu'elle ouvre la première ligne de métro de la capitale espagnole, dénommée línea Norte-Sur, entre Sol et Cuatro Caminos.
La station de la ligne 4 est mis en service le 23 mars 1944, lors de l"ouverture de la ligne entre Argüelles et Goya.
Depuis le 3 juillet 2020, la station est entièrement accessible avec l'ouverture de nouveaux ascenseurs.

## Services aux voyageurs

### Accès et accueil
La station dispose de six accès équipés d'escaliers, d'escaliers mécaniques et d'ascenseurs pour l'accessibilité des personnes à mobilité réduite. Située en zone A, elle est ouverte de 6 h 0 à 1 h 30.

### Desserte

#### Bilbao L1
La station est desservie par les rames de la ligne 1 du métro de Madrid.

Installations et desserte
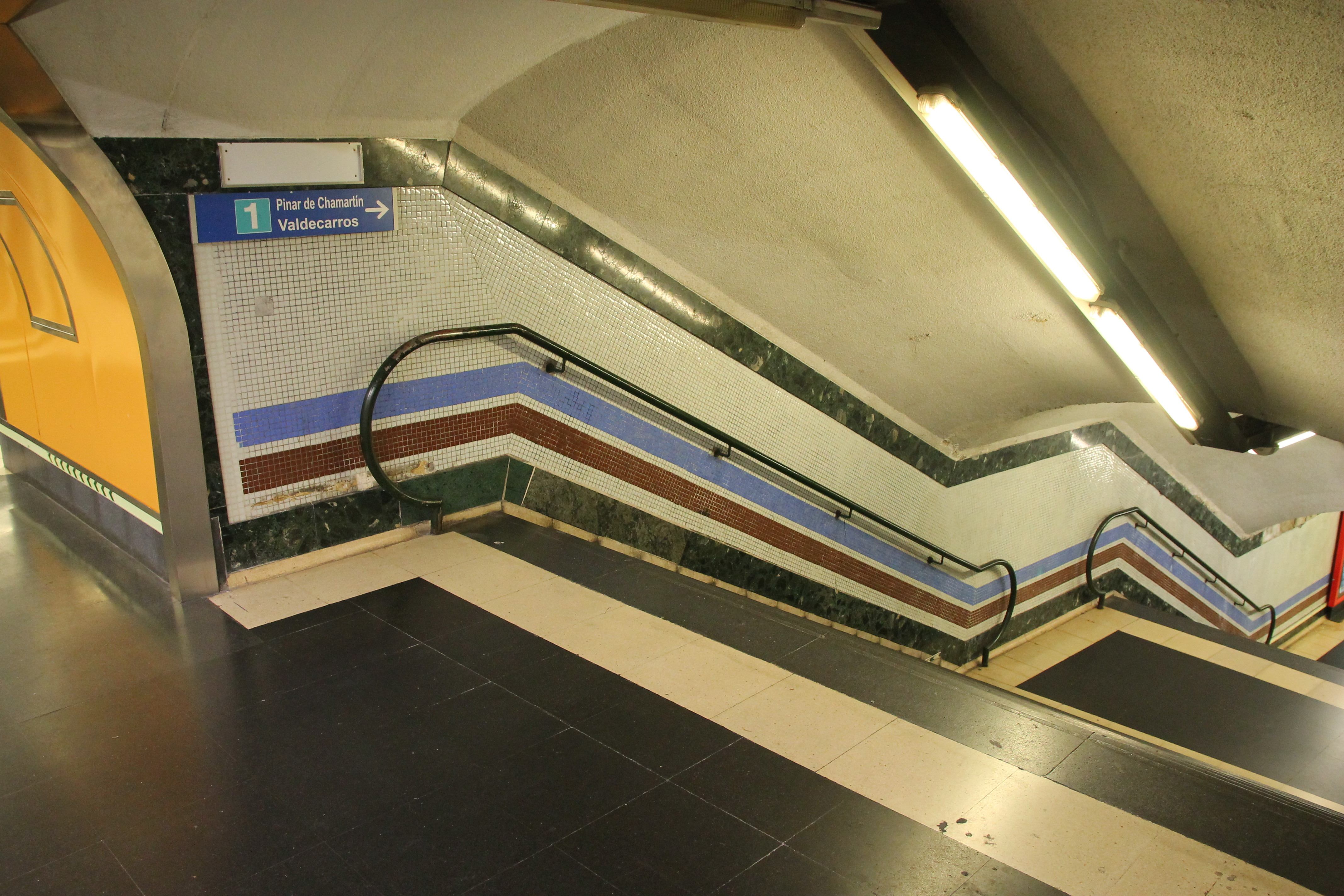
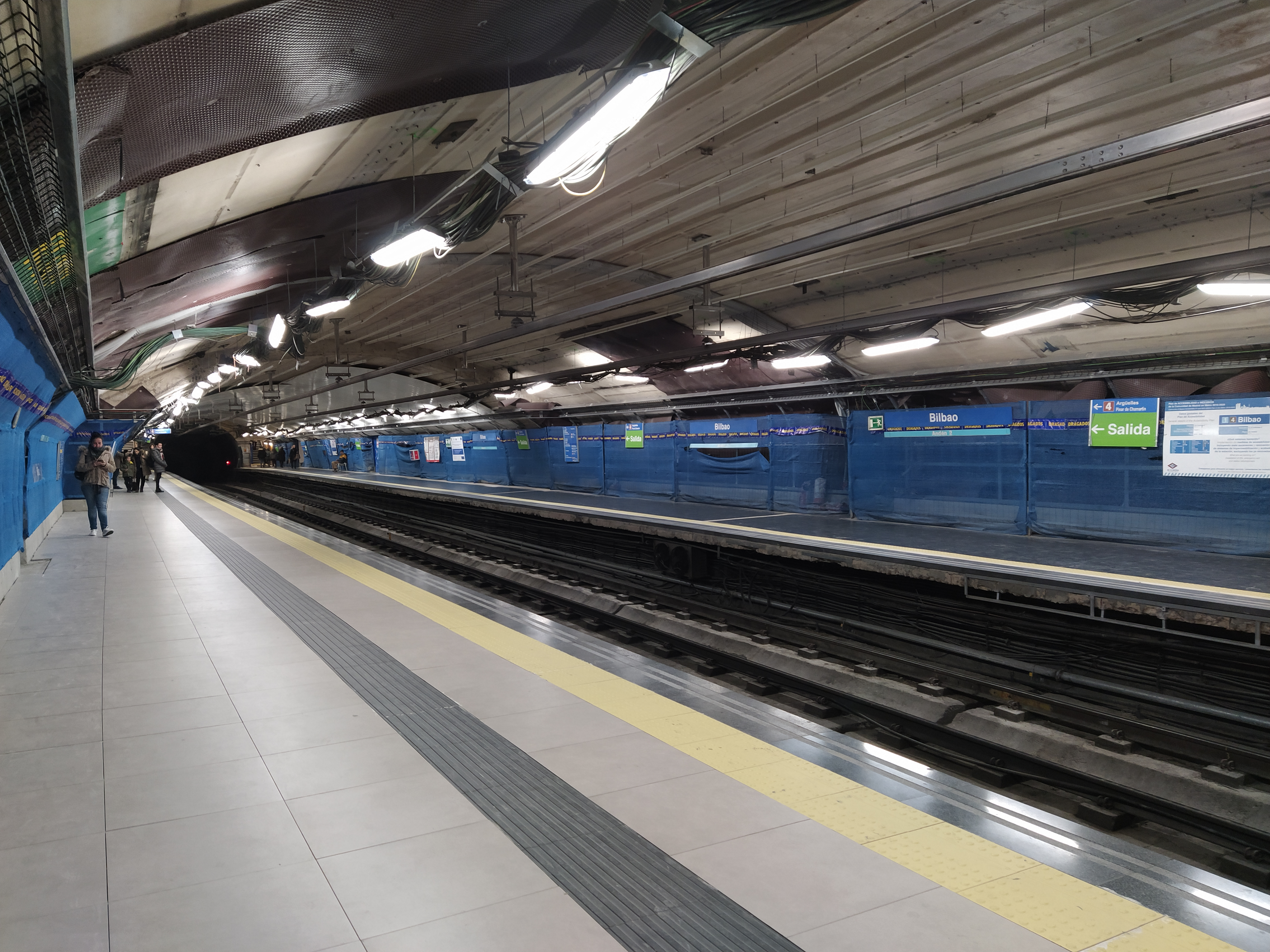
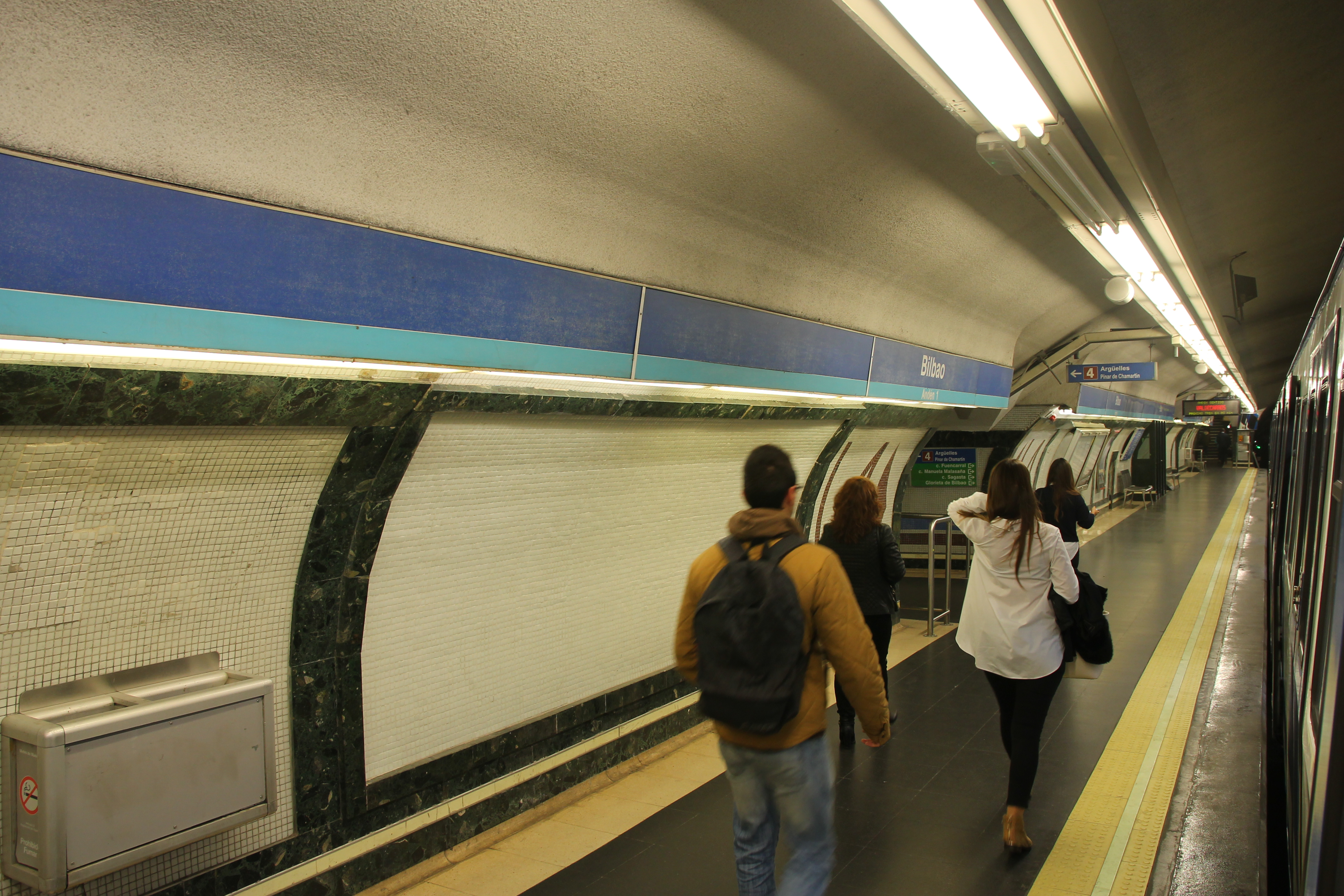

#### Bilbao L4
La station est desservie par les rames de la ligne 4 du métro de Madrid.

Installations et desserte
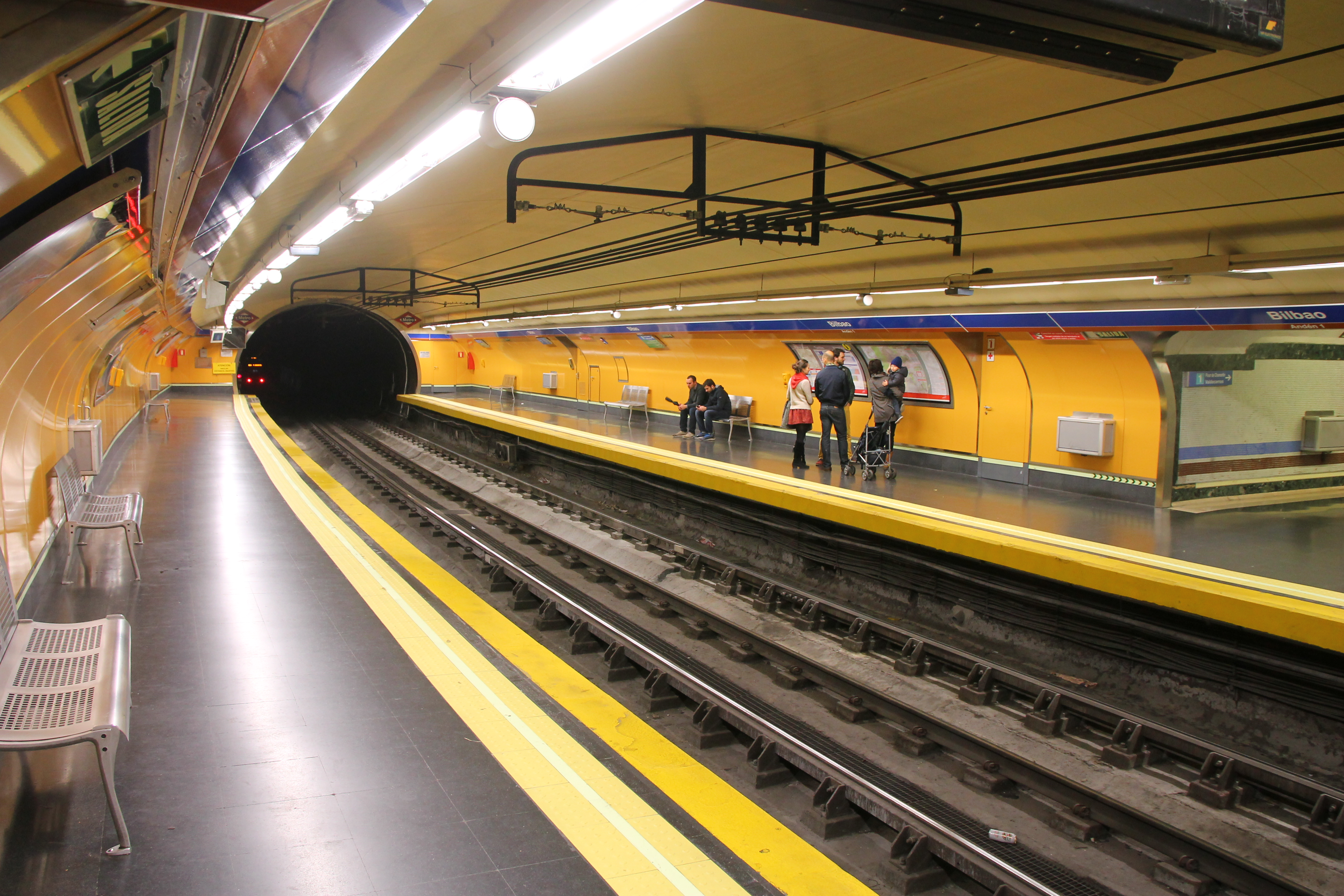
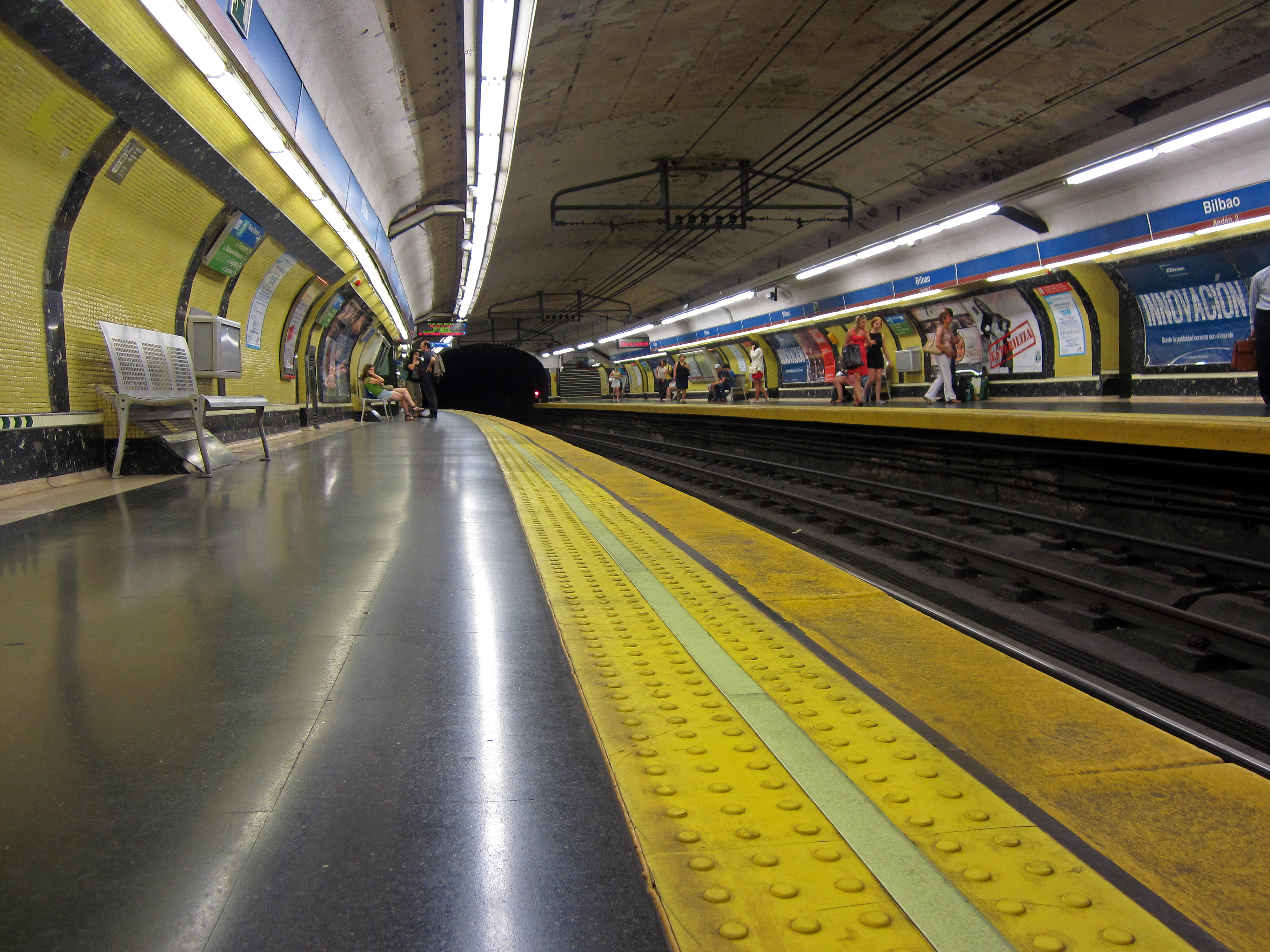
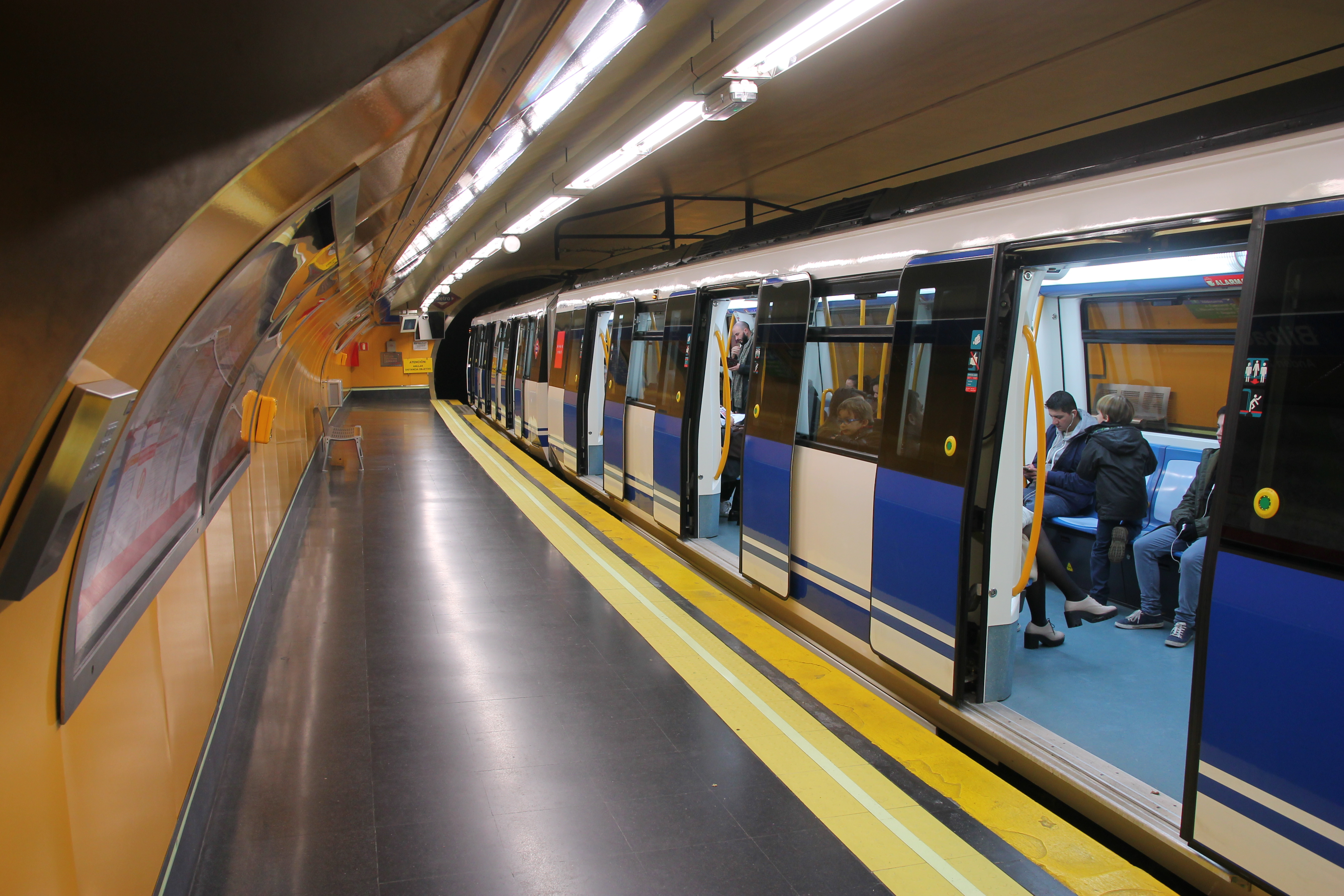

### Intermodalité
À proximité, des arrêt de bus EMT, sont desservis par les lignes : diurne 3, 21, 37, 40, 147, 149, C03 et nocturne N23.

## À proximité
- Musée du romantisme
- Place du Dos de Mayo